# ایتاجی
ایتاجی (به پرتغالی: Itajaí) یک منطقهٔ مسکونی در برزیل است که در سانتا کاتارینا واقع شده‌است. ایتاجی ۲۸۹٫۲۸۵ کیلومتر مربع مساحت و ۲۲۳٬۱۱۲ نفر جمعیت دارد و ۲ متر بالاتر از سطح دریا واقع شده‌است.

## خواهرخوانده
شهرهای سودگائورا، چیبا و شینشیانگ خواهرخوانده‌های ایتاجی هستند.